# Mollens (Valais)
Pour les articles homonymes, voir Mollens.
Mollens est une ancienne commune suisse du canton du Valais, située dans le district de Sierre. Elle fusionna le 1er janvier 2017 avec Chermignon, Montana et Randogne pour former Crans-Montana.

## Population et société

### Gentilé et surnom
Les habitants de la localité se nomment les Mollensards ou les Molognards.
Ils sont surnommés les Mitchaboés, soit ceux qui confondent les bois en patois valaisan et, par extension, ceux qui ont un petit grain de folie.

### Démographie
L'ancienne commune comptait 185 habitants en 1798, 217 en 1850, 284 en 1900, 303 en 1950, 334 en 1980 et 770 en 2000.

## Monuments et curiosités
- L'église paroissiale Saint-Maurice-de-Laques se tient au sud de Mollens. L'édifice, érigé en 1531 par Ulrich Ruffiner consiste en un chœur rectangulaire et un clocher de style gothique tardif, auxquels fut rajoutée en 1893-94 une nef conçue par l'architecte valaisan Joseph de Kalbermatten. À l'intérieur, vitraux du peintre vaudois Alexandre Cingria datant de 1929[4].

## Héraldique
| Blason | Blasonnement : « De gueules à une roue de moulin d'argent surmontée d'un soleil figuré d'or à dextre et d'une grappe de raisin du même, tigée de sinople, à senestre. » |

Les armoiries communales valaisannes sont soumises à l'approbation du Conseil d'État.

### Fonds d'archives
- Fonds : Mollens, Commune / Bourgeoisie / Paroisse (Saint-Maurice-de-Laques) (13e siècle-20e siècle) [3,80 mètres].  Cote : CH AEV, AC Mollens. Sion : Archives de l'État du Valais (présentation en ligne).